# Pielęgnica nikaraguańska
Pielęgnica nikaraguańska (Hypsophrys nicaraguensis) – gatunek słodkowodnej ryby z rodziny pielęgnicowatych. Bywa hodowana w akwariach.

## Występowanie
Ameryka Środkowa.

## Charakterystyka
W naturze dorasta do 25 cm długości.